# Riaucourt
Riaucourt és un municipi francès situat al departament de l'Alt Marne i a la regió del Gran Est. L'any 2007 tenia 483 habitants.

## Demografia

### Població
El 2007 la població de fet de Riaucourt era de 483 persones. Hi havia 138 famílies de les quals 32 eren unipersonals (16 homes vivint sols i 16 dones vivint soles), 41 parelles sense fills, 57 parelles amb fills i 8 famílies monoparentals amb fills.
La població ha evolucionat segons el següent gràfic:
Habitants censats

### Habitatges
El 2007 hi havia 158 habitatges, 144 eren l'habitatge principal de la família, 6 eren segones residències i 8 estaven desocupats. 147 eren cases i 11 eren apartaments. Dels 144 habitatges principals, 96 estaven ocupats pels seus propietaris, 47 estaven llogats i ocupats pels llogaters i 1 estava cedit a títol gratuït; 1 tenia una cambra, 5 en tenien dues, 14 en tenien tres, 47 en tenien quatre i 77 en tenien cinc o més. 124 habitatges disposaven pel capbaix d'una plaça de pàrquing. A 52 habitatges hi havia un automòbil i a 82 n'hi havia dos o més.

### Piràmide de població
La piràmide de població per edats i sexe el 2009 era:
| Homes | Edats   | Dones |
| ----- | ------- | ----- |
| 0     | 95 o +  | 8     |
| 8     | 90 a 94 | 12    |
| 4     | 85 a 89 | 36    |
| 0     | 80 a 84 | 16    |
| 4     | 75 a 79 | 20    |
| 20    | 70 a 74 | 8     |
| 8     | 65 a 69 | 20    |
| 12    | 60 a 64 | 4     |
| 12    | 55 a 59 | 8     |
| 12    | 50 a 54 | 16    |
| 20    | 45 a 49 | 12    |
| 4     | 40 a 44 | 12    |
| 12    | 35 a 39 | 12    |
| 8     | 30 a 34 | 24    |
| 20    | 25 a 29 | 8     |
| 12    | 20 a 24 | 8     |
| 4     | 15 a 19 | 20    |
| 12    | 10 a 14 | 8     |
| 12    | 5 a 9   | 12    |
| 0     | 0 a 4   | 16    |

## Economia
El 2007 la població en edat de treballar era de 256 persones, 184 eren actives i 72 eren inactives. De les 184 persones actives 169 estaven ocupades (91 homes i 78 dones) i 15 estaven aturades (5 homes i 10 dones). De les 72 persones inactives 27 estaven jubilades, 26 estaven estudiant i 19 estaven classificades com a «altres inactius».

### Ingressos
El 2009 a Riaucourt hi havia 144 unitats fiscals que integraven 363 persones, la mediana anual d'ingressos fiscals per persona era de 18.111 €.

### Activitats econòmiques
Dels 7 establiments que hi havia el 2007, 1 era d'una empresa de fabricació d'altres productes industrials, 1 d'una empresa de comerç i reparació d'automòbils, 1 d'una empresa immobiliària, 1 d'una empresa de serveis, 1 d'una entitat de l'administració pública i 2 d'empreses classificades com a «altres activitats de serveis».
L'any 2000 a Riaucourt hi havia 4 explotacions agrícoles.

## Equipaments sanitaris i escolars
L'únic equipament sanitari que hi havia el 2009 era un hospital de tractaments de llarga durada.
El 2009 hi havia una escola elemental integrada dins d'un grup escolar amb les comunes properes formant una escola dispersa.

## Poblacions més properes
El següent diagrama mostra les poblacions més properes.